# فرانك بولمان
فرانك بولمان (بالإنجليزية: Frank Bohlmann)‏ هو لاعب كرة قدم أمريكية أمريكي، ولد في 26 يناير 1917 في ميلواكي في الولايات المتحدة، وتوفي في 24 أكتوبر 1999 في أورورا في الولايات المتحدة.